# Rhöda
Rhöda ist der nach Einwohnerzahl kleinste Ortsteil der Gemeinde Breuna im nordhessischen Landkreis Kassel. Der Ort ist Teil der Gemarkung Breuna.

## Geographische Lage
Rhöda liegt westlich des Hauptorts Breuna im Naturpark Habichtswald im nordhessischen Bergland. Am östlichen Ortsrand führt die Bundesautobahn 44 vorbei, die Landesstraße 3080 geht nördlich am Ort vorbei.

## Geschichte
Historische Namensformen
In erhaltenen Urkunden wurde Rhöda unter den folgenden Namen erwähnt (in Klammern das Jahr der Erwähnung):
Roden (817–842); Hrethon (990); Rothen (1015); Rode (1248); Roden (1255); Rödde (um 1580); Obernröde, Roder Rod (1582).
Ortsgeschichte
Rhöda ist der älteste Ortsteil der Gemeinde Breuna. Die älteste bekannte schriftliche Erwähnung erfolgte unter dem Namen Roden im Codex Eberhardi, einem Güterverzeichnis des Reichsklosters Fulda. Sie wird in die Zeit 817–842 datiert. Die nächste bekannte Erwähnung stammt aus dem Jahr 990, als der Ort als Hrethon in einer von König Otto III. bestätigten Schenkung an das Kloster Hilwartshausen urkundlich erwähnt wurde. 1342 gehörten Ort und Gericht als hessisches Lehen denen von Calenberg. Um 1457 verkauften diese das Lehen an Heinrich V. von Gudenberg. Landgraf Ludwig II. von Niederhessen belehnte 1464 die von Stockhausen mit der Ortschaft Rhöda. 1492 kaufte ein Martin Kepper den Hof Rhöda von Philipp von Gudenberg und schenkte ihn dem Kloster Hilwartshausen,  allerdings blieb der Hof bis zum Tode des letzten Gudenbergers, Eberhard IV., im Jahre 1534 im Lehnsbesitz der Herren von Gudenberg. 1534 erscheint Rhöda in Registern als Wüstung. Ab dem Jahr 1535 gehörte Rhöda den Herren von der Malsburg, da Hermann von der Malsburg den Ort von seinem Schwiegervater Eberhard von Gudenberg erbte. 1595 wird Rhöda erstmals als Dorf bezeichnet.
Seit 1736 bildet das kleine Dorf eine Verwaltungseinheit mit dem größeren Breuna. Rhöda bildet zusammen mit der Kerngemeinde Breuna einen Ortsbezirk mit Ortsbeirat und Ortsvorsteher nach der Hessischen Gemeindeordnung.

## Bevölkerung
Einwohnerstruktur 2011
Nach den Erhebungen des Zensus 2011 lebten am Stichtag, dem 9. Mai 2011, in Rhöda 57 Einwohner. Darunter waren 3 (5,3 %) Ausländer. Nach dem Lebensalter waren 6 Einwohner unter 18 Jahren, 18 zwischen 18 und 49, 12 zwischen 50 und 64 und 18 Einwohner waren 66 und älter. Die Einwohner lebten in 30 Haushalten. Davon waren 9 Singlehaushalte, 12 Paare ohne Kinder und 9 Paare mit Kindern, sowie keine Alleinerziehende und keine Wohngemeinschaften. In 9 Haushalten lebten ausschließlich Senioren und in 15 Haushaltungen lebten keine Senioren.
Einwohnerentwicklung
| Quelle: Historisches Ortslexikon |                                 |
| • 1585:                          | 6 Häuser                        |
| • 1747:                          | eine Haushaltungen              |
| • 1885:                          | 18 Wohnhäuser mit 111 Bewohnern |
| • 1895:                          | 131 Einwohner                   |
| • 2011:                          | 57 Einwohner                    |
| • 2015:                          | 67 Einwohner                    |

## Politik
Zum Ortsbeirat siehe Ortsbezirk Breuna-Rhöda

## Sonstiges
- Im Ort gibt es ein Dorfgemeinschaftshaus.
- Erst vor Kurzem wurden in Rhöda Straßennamen eingeführt.